# Michael Fredman
Michael Fredman Lawrence es un profesor del Departamento de Ciencias de la Computación en la Universidad de Rutgers, Estados Unidos. Obtuvo su grado de Doctorado de la Universidad de Stanford en 1972, bajo la supervisión de Donald Knuth. Fue miembro del departamento de matemáticas en el Instituto Tecnológico de Massachusetts de 1974 a 1976 y de las Ciencias Computacionales y el departamento de Ingeniería en la Universidad de California, San Diego hasta 1992. Entre sus contribuciones a la informática son el desarrollo del montículo de Fibonacci en un trabajo conjunto con Robert Tarjan y la prueba de un límite inferior (o minorante) que muestra que (N log n) es el tiempo óptimo para la resolución del problema de la medida de Klee en un trabajo conjunto con Bruce Weide.